# Assel (Luxemburg)
Assel (Luxemburgs: Aassel) is een plaats in de gemeente Bous-Waldbredimus en het kanton Remich in Luxemburg.
Assel telt 157 inwoners (2001).
Assel · Bous · Erpeldange · Ersange · Roedt · Rolling · Trintange · Waldbredimus

Luxemburgse gemeenten · Kanton Remich · Luxemburg